# 艾塞列公爵
艾塞列公爵（英語：Lord Asriel）是英國作家菲力普·普曼小說《黑暗元素三部曲》中的主要角色之一。他是萊拉·貝拉克的親生父親，也是萊拉世界當中的一名貴族，有著巨大的決心和意志力，在政治和學術領域都作風強硬。他期望推翻教會和無上權威的統治，建立「天堂共和國」。

## 生平
艾塞列公爵的守護精靈是名叫史特拉（Stelmaria）的雪豹。
他是英國貴族中備受尊敬的成員，也是一名探險家，擁有大量的金錢和土地。他曾與一位政治家考爾特的妻子瑪莉莎·考爾特發生關係，導致了兩人女兒萊拉的出生。瑪莉莎·考爾特的丈夫在得知真相後意圖殺害還是嬰兒的萊拉，艾塞列公爵及時趕到並在決鬥中殺死考爾特先生。法院沒收了艾塞列公爵的所有資產，艾塞列公爵將六個月大的萊拉交給牛津約旦學院扶養，自己則繼續探險活動。萊拉·貝拉克一直以來只以為艾塞列公爵是她叔叔，而艾塞列公爵對萊拉也漠不關心。
《黃金羅盤》開場時，艾塞列公爵造訪約旦學院，躲在衣櫥裡的萊拉見到約旦學院院長在酒中下毒試圖毒死艾塞列公爵（因為院長透過解讀真理探測儀得知艾塞列公爵將來的作為是對學院有害的，因此才這樣作），她及時阻止艾塞列公爵喝下毒酒。艾塞列公爵向約旦學院的院士與學者們展示了一系列的投影片，以為下一次的極地探險募集資金。隨後，他前往北方的斯瓦巴群島，卻被奧夫·雷克森部下的武裝熊軟禁起來（這是奉獻委員會的考爾特夫人在幕後指使的）。熊族給了艾塞列公爵不錯的待遇，他繼續進行對「塵」的研究，並期望能在北極光中打開通往其他世界的入口，為此不惜犧牲萊拉好友羅傑的生命，最終他成功了。
艾塞列公爵從入口進入喜喀則的世界，與賽芬娜爾領導的叛變天使結盟，他在另一個世界中搭建了有著玄武岩城牆的巨大堡壘，從許多不同的世界募集戰士，以為推翻天國的統治作準備。艾塞列公爵的軍隊共有百萬人之多，其中包含了叛變天使、加里維刺族（由洛克公爵領導）、非洲人（由歐剛威王領導）、女巫（包括來自萊拉世界的盧塔·絲卡荻）等等。他的理想是建立一個沒有國王、主教和神父的「天堂共和國」。
艾塞列公爵派出兩名加里維刺族人去尋找身負重要使命的萊拉（持有真理探測儀）與威爾（持有奧秘匕首）。教會風紀法庭精心設計了一個威力驚人炸彈，打算不惜一切炸死萊拉（無論萊拉身在何處）。位在亡靈世界的萊拉雖然幸免於難，但巨大的爆炸還是在不同的世界中炸出巨大的深淵。艾塞列公爵想出了一個打敗天國攝政王邁塔頓的計畫，當他部下的大軍與天堂神國及教誨權威的大軍決戰時，考爾特夫人欺騙邁塔頓來到深淵邊緣，在那裡艾塞列公爵與考爾特夫人犧牲自己，同邁塔頓一起墜入無盡的深淵。

## 改編
在2007年電影《黃金羅盤》中，由丹尼爾·克雷格飾演艾塞列公爵。在該電影剛拍攝時，有一些媒體報導保羅·貝特尼曾考慮過飾演此角色。丹尼爾·克雷格在受訪時表示他是《黑暗元素三部曲》的書迷。
在BBC正在拍攝中的電視劇《黑暗元素三部曲》，已預定由詹姆斯·麥艾維飾演艾塞列公爵。

## 外部連結
- 網際網路電影資料庫上艾塞列公爵的資料（英文）